# 范园
范园（又名孙氏住宅）是位于中華人民共和國上海市长宁区华山路1220弄6号的一個建築，于1916年地主小马立斯以三千两白银一亩卖出，占地75亩，15幢房，原为二层西班牙式花园住宅，现为四层楼绅公馆酒店。孙中山、张幼仪、朱博泉以及上海阜丰面粉厂厂长孙伯群曾在此居住。2005年10月31日公布为上海市优秀历史建筑
。